# قناة وريدية
القناة الوريدية (بالإنجليزية: Ductus venosus)‏ هي جزء من جهاز الدوران الجنيني وتقوم القناة بنقل أكثر من نصف الدم القادم عبر المشيمة إلى قلب الجنين، وتصل هذه القناة بين الوريد السري والوريد الأجوف السفلي وتضمحل هذه القناة بعد الولادة مباشرة.

## تطور القناة الوريدية
خلال الأسبوع الخامس من عمر الجنين يمر كلاً من الوريد السري الأيمن والوريد السري الأيسر عبر الكبد وبعضها يتصل مع جيوب الكبد.
مع زيادة نمو الجنين، يُقفل الجزء الداني لكل من الوريدين، ثم يقفل الجزء المتبقي من الوريد السري الأيمن، وبذلك يصبح الوريد السري الأيسر هو الوحيد الذي ينقل الدم المؤكسد إلى جسم الجنين.
مع زيادة الدوران الجنيني تنشأ قناة من الوريد السري الأيسر إلى القناة الكبدية القلبية اليمنى وتتخصص هذه القناة لتصبح القناة الوريدية.

## الإغلاق بعد الولادة
بعد الولادة مباشرة، ينقطع الدم القادم عبر الوريد السري، ويعبر معظم الدم الداخل إلى الكبد عبر القناة الوريدية وجزء صغير منه عبر قنوات الكبد.
لاحقاً، تتقلص العضلات تماماً في جدران القناة الوريدية، وكتيجة لذلك يزداد الضغط في الوريد البابي من 0 ملم زئبق إلى 6-10 ملم زئبق، والتي تجعل الدم يعبر خلال جيوب الكبد إلى الوريد الأجوف السفلي.
تتحول القناة الوريدية إلى الرباط الوريدي، وكذلك يتحول الوريد السري إلى الرباط المدور الكبدي الذي يتواجد في الحافة السفلى للرباط المنجلي الكبدي.